# Carlos Arévalo (Kanute)
Carlos Arévalo López (* 6. Dezember 1993 in Betanzos) ist ein spanischer Kanute.

## Erfolge
Carlos Arévalo vertrat 2015 Spanien bei den Europaspielen in Baku und verpasste dort im Zweier-Kajak mit Cristian Toro auf der 200-Meter-Distanz als Vierter knapp einen Medaillengewinn. Seine erste internationale Medaille gewann er schließlich bei den Weltmeisterschaften 2019 in Szeged, wo er sich im Vierer-Kajak auf der 500-Meter-Strecke die Silbermedaille sicherte. 
Bei den 2021 ausgetragenen Olympischen Spielen 2020 in Tokio ging Arévalo in zwei Wettbewerben an den Start. Im Einer-Kajak gelang ihm auf der 200-Meter-Strecke die Qualifikation für den Finallauf, in dem er mit einer Laufzeit von 35,391 Sekunden den fünften Platz belegte. Im Vierer-Kajak über 500 Meter gewann er mit Saúl Craviotto, Marcus Walz und Rodrigo Germade zunächst sowohl den Vor- als auch den Halbfinallauf, ehe sich die Spanier im Endlauf dem deutschen Vierer-Kajak geschlagen geben mussten. In 1:22,445 Minuten überquerten sie zwei Zehntelsekunden hinter Deutschland als Zweite die Ziellinie und gewannen somit die Silbermedaille. Ein Jahr darauf wurde Arévalo in Dartmouth im Einer-Kajak über 200 Meter und im Vierer-Kajak über 500 Meter jeweils Weltmeister. Bei den Olympischen Spielen 2024 in Paris gewann er im Vierer-Kajak über 500 Meter mit Craviotto, Walz und Germade mit Bronze eine weitere Medaille.